# Toskana
Toskana (v italijanskem izvirniku Toscana [toskàna]), je ena od dvajsetih dežel, ki sestavljajo Italijo. Na severu meji z deželo Emilija - Romanja, na vzhodu z Markami in Umbrijo, na jugu z Lacijem in na zahodu z Ligurijo in Tirenskim morjem. V Toskano spada tudi Toskansko otočje med Ligurskim in Tirenskim morjem. Toskana meri 23.000 km² in šteje slabe 4 milijone prebivalcev. Glavno mesto dežele so Firence. 
V Toskani je šest lokacij na seznamu Unescove svetovne dediščine: zgodovinsko središče Firenc (1982), zgodovinsko središče Siene (1995), Stolnični trg v Pisi (1987), zgodovinsko središče San Gimignana (1990), zgodovinsko središče Pienze (1996) in Val d'Orcia (2004).

## Zemljepisna lega in podnebje
Ozemlje je večinoma gričevnato (67 %) z nekaterimi gorami (25 %) in manjšimi ravninami (8 %). Najvišji vrhovi so Prado (2064 m), Pisanino (1946 m) in ognjenik Amiata (1738 m). Najdaljše reke so Arno, Ombrone in Serchio. Jugovzhodno od mesta Siena je obširno (skoraj 200 km²) neobljudeno ozemlje imenovano deserto (= puščava), saj nima vodnih tokov in je skoraj brez padavin. Na severovzhodnem robu metropolitanskega mesta Firence se razprostira največje notranje močvirje v Italiji (okoli 18 km²), ob obali pa sta laguni pri Orbetellu (26 km²) in pri Grossetu (13 km²). Pri mestu Lucca, ob obali, leži tudi najobširnejše toskansko jezero Massaciuccoli (7 km²). V Toskanskem otočju je najpomembnejši otok Elba, na katerem živi več kot 32.000 prebivalcev.
Ob obali je podnebje sredozemsko, s povprečnimi letnimi temperaturami med 14 in 16 ° C, a proti notranjosti in na severu dežele je podnebje skoraj celinsko, saj je v notranjih dolinah poletna temperatura večinoma blizu 40 ° C, zimska pa pade pod ničlo. Padavine so obilne ob vznožju gora, medtem ko so zelo skromne na severni tirenski obali. Vlažni atlantski vetrovi se namreč skoraj izčrpajo ob visokih gorah Korzike in nato ob vzpetinah Elbe, pa tudi položno obalno gričevje jih ne zaustavi. Zaradi tega je Toskana med najmanj deževnimi področji v Italiji.

## Zgodovina
Najstarejše izkopanine mostišč so datirali v 2. tisočletje pr. n. št., a najvažnejša predzgodovinska kultura v teh krajih je gotovo Villanovska kultura med 12. in 10. pr. n. št. Njeni pripadniki so bili predhodniki Etruščanov ali, kot trdijo nekateri zgodovinarji, eno od etruščanskih plemen. Novejše raziskave in primerjave DNA današnjih Toskancev pa naj bi potrjevale Herodotovo tezo: Etruščani naj bi v 8. stoletju pr. n. št. pripluli iz Male Azije do tirenske obale in podjarmili ali asimilirali nosilce Villanovske kulture. Poselili so današnjo Toskano in v 5. stoletju pr. n. št. so se postopoma razširili na sever preko vse Padske nižine in na jug po vsej tirenski obali. Zelo zgodaj so prišli v stik z nastajajočo Rimsko državo in - delno z vojsko, delno s kulturo - kmalu postali njen sestavni del. Končna zmaga Rima se uradno postavlja v leto 396 pr. n. št.
Etruščani so zapustili Toskani ime: imenovala se je Etrurija, rimljansko Tuscia, nato Tuscania in Toscana.
Kot večina Apeninskega polotoka je tudi današnja Toskana po padcu Rimskega cesarstva prišla pod Ostrogote in Bizantinsko cesarstvo, leta 569 pod Langobarde in leta 774 pod Franke in Sveto rimsko cesarstvo. Po smrti tedaj najuglednejše fevdalke Matilde iz Kanose leta 1115 so se pričela toskanska mesta spreminjati v komune, prvo med vsemi Lucca. Dežela je postala sedež neštetih mestnih držav, med katerimi sta se najhitreje razvili Siena in Firence. V Firencah so se uveljavili bankirji in veletrgovci, ki so kmalu razširili vpliv mesta na večji del Toskane. V 15. stoletju so prišli na oblast Medičejci, ki so se obdržali do leta 1737, ko je dežela prešla v roke Franca Štefana Lotarinškega oziroma njegovega sina in naslednika Petra Leopolda. Ta je deželo zelo razgledano upravljal, a je do zadnjega ostal zvest Dunajskim političnim smernicam. Leta 1849 je z vojsko zadušil prva nacionalistična gibanja in tudi pozneje skušal obdržati avstrijsko oblast nad deželo. Leta 1859, ko so Toskanci spet zahtevali odcep od Avstrije, se je enostavno umaknil in priznal njihove pravice. Toskana se je odločila za priključitev Kraljevini Sardiniji.

## Gospodarstvo
Kar 44 % deželnega ozemlja je pokritih z gozdovi (listavcev, obmorskih in visokogorskih iglavcev, plutovcem) in 7 % z mediteransko makijo. Na 40 % ozemlja se prideluje žito, oljka, vinska trta in tobak za toskanske cigare. Zaradi skromne površine pašnikov se je živinoreja specializirala na vzrejo najbolj cenjenih vrst goveda in prašičev, ki jih redijo predvsem s prosto pašo. V deželi so dobro razvita vsa področja industrije, a v manjših strnjenih obratih, ki niso konkurenčni v državnem merilu. Praktično je najdonosnejša gospodarska panoga turizem in z njim povezane storitve.

## Jezik
Uradna italijanščina, ki jo je v 16. stoletju začela formalizirati Accademia della Crusca, je slonela na toskanskih narečjih. Še danes ta narečja najmanj odstopajo od uradnega jezika. Zasluga gre predvsem velikim literatom tistih časov, pa tudi modernejšim piscem, ki so znali uskladiti prvine narečja s knjižnim izražanjem.

## Kultura
Toskana ima izjemno kulturno in umetniško dediščino, ki se izraža v cerkvah, palačah, umetniških galerijah, muzejih, vaseh in na trgih dežele. Veliko teh artefaktov najdemo v glavnih mestih, kot sta Firence in Siena, pa tudi v manjših vaseh, raztresenih po deželi, kot je San Gimignano.

## Umetnost
Toskana ima edinstveno umetniško zapuščino, Firence so eno najpomembnejših svetovnih slikarskih središč, tudi zato so jo pogosto poimenovali umetniška palača Italije (verjamejo, da ima ta dežela tudi največjo koncentracijo renesančne umetnosti in arhitektura na svetu). [25] Slikarji, kot sta Cimabue in Giotto, očeta italijanskega slikarstva, sta živela v Firencah in Toskani, pa tudi Arnolfo in Andrea Pisano, obnovitelja arhitekture in kiparstva; [Filippo Brunelleschi |Brunelleschi]], Donatello in Masaccio, predniki renesanse; Ghiberti in Luca della Robbia, Filippo Lippi in Fra Angelico, Botticelli, Paolo Uccello in univerzalni genij Leonardo da Vinci in Michelangelo. [26] [27]
V regiji so številni muzeji in umetniške galerije, v katerih so številne najdragocenejše umetnine na svetu. Taki muzeji so: galerija Uffizi, v kateri najdemo Botticellijevo Rojstvo Venere, palača Pitti in Bargello. Večina fresk, kipov in slik v Toskani je v bogatih cerkvah in stolnicah dežele, kot so Firenška stolnica, Sienska stolnica, stolnica v Pisi in Kolegijska cerkev San Gimignano.

### Umetniške šole
V srednjem veku in renesansi so obstajale štiri glavne toskanske umetniške šole, ki so tekmovale med seboj: Florentinska šola, Sienska šola, Pisanska in Šola Lucchese.
- Florentinska šola se nanaša na umetnike v, iz ali pod vplivom naturalističnega sloga, ki se je razvil v 14. stoletju, v veliki meri s prizadevanjem Giotta in v 15. stoletju vodilna šola na svetu. Nekateri najbolj znani umetniki florentinske šole so Brunelleschi, Donatello, Michelangelo, Fra Angelico, Botticelli, Lippi, Masolino in Masaccio.
- Sienska slikarska šola je v Sieni cvetela med 13. in 15. stoletjem in bila nekaj časa rival Firencam, čeprav je bila bolj konservativna, naklonjena dekorativni lepoti in elegantni milosti poznogotske umetnosti. Njeni najpomembnejši predstavniki so Duccio, katerega delo prikazuje bizantinski vpliv; njegov učenec Simone Martini, Pietro in Ambrogio Lorenzetti, Domenico in Taddeo di Bartolo ter Sassetta in Matteo di Giovanni. Za razliko od naturalistične florentinske umetnosti je v sienski umetnosti prevladovala mistika, za katero je značilna skupna osredotočenost na čudežne dogodke, izkrivljanja časa in kraja ter pogosto sanjska pokrajina, z manj pozornosti na proporce. V 16. stoletju sta tam delala manierista Beccafumi in Il Sodoma. Medtem ko se je Baldassare Peruzzi rodil in učil v Sieni, njegova glavna dela in slog odražajo njegovo dolgo kariero v Rimu. Gospodarski in politični propad Siene do 16. stoletja in njeno morebitno pokoravanje Firencam sta v veliki meri vplivala na razvoj sienskega slikarstva, čeprav je to pomenilo tudi, da številna sienska dela v cerkvah in javnih zgradbah niso bila zavržena ali zamenjana z novimi slikami ali obnovo. Siena ostaja izjemno dobro ohranjeno italijansko poznosrednjeveško mesto.
- Pola Lucchese, znana tudi kot šola iz Lucce in kot Pisan-Lucchese šola, je bila šola slikarstva in kiparstva, ki je v 11. in 12. stoletju cvetela na zahodnem in južnem delu dežele, s pomembnim središčem v Volteri. Umetnost je večinoma anonimna. Čeprav ni tako elegantna ali občutljiva kot florentinska šola, so dela izjemna po svoji monumentalnosti.

## Administrativna razdelitev
Toskana je razdeljena na 10 pokrajin:
| pokrajina     | površina (km²) | število prebivalcev | gostota prebivalstva (preb./km²) |
| ------------- | -------------- | ------------------- | -------------------------------- |
| Arezzo        | 3.232          | 345.547             | 106,9                            |
| Firence       | 3.514          | 983.073             | 279,8                            |
| Grosseto      | 4.504          | 225.142             | 50,0                             |
| Livorno       | 1.218          | 340.387             | 279,5                            |
| Lucca         | 1.773          | 389.495             | 219,7                            |
| Massa-Carrara | 1.157          | 203.449             | 175,8                            |
| Pisa          | 2.448          | 409.251             | 167,2                            |
| Pistoia       | 965            | 289.886             | 300,4                            |
| Prato         | 365            | 246.307             | 674,8                            |
| Siena         | 3.281          | 268.706             | 81,9                             |

## Nekatere pomembne osebnosti
- Dante Alighieri
- Gian Lorenzo Bernini
- Giovanni Boccaccio
- Luigi Boccherini
- Sandro Botticelli
- Filippo Brunelleschi
- Giosuè Carducci
- Benvenuto Cellini
- Donatello
- Piero della Francesca
- Galileo Galilei
- Giotto
- Francesco Guicciardini
- Niccolò Machiavelli
- Masaccio
- Pietro Mascagni
- Lorenzo Medičejski Veličastni
- Michelangelo
- Amedeo Modigliani
- Francesco Petrarca
- Giacomo Puccini
- David Sassoli
- Girolamo Savonarola
- Amerigo Vespucci
- Leonardo da Vinci